# بحيرة إلسوورث
بحيرة إلسوورث (أنتاركتيكا) (Lake Ellsworth) هي بحيرة طبيعية من المياه العذبة تقع تحت الغطاء الجليدي في أنتاركتيكا، على عمق يتراوح بين 2.93 و3.28 كم تحت الجليد. تُقدّر أبعادها بطول 14.7 كم وعمق أقصى يقارب 156 مترًا، ويقع سطحها نفسه على ارتفاع يتراوح بين 1030 و1380 مترًا تحت مستوى سطح البحر.

## الاكتشاف والأهمية العلمية
اكتُشفت البحيرة عام 1996 بواسطة البروفيسور مارتن سيغرت من جامعة بريستول، وتعد من بين نحو 387 بحيرة تحت جليدية معروفة في القارة القطبية. نظرًا لعزلتها الطويلة (أكثر من نصف مليون سنة)، تعتبر هدفًا محوريًا لأبحاث الأحياء الدقيقة، إذ يُعتقد أنها قد تحتوي على أشكال حياة فريدة تكيفت مع بيئة عديمة الضوء وقليلة المغذيات وذات ضغط عالٍ.

## مشروع الاستكشاف البريطاني
في عام 2009، منحت المملكة المتحدة الضوء الأخضر لفريق علمي من "المجلس البريطاني للبيئة الطبيعية" لبدء الحفر في ديسمبر 2012 باستخدام تقنية الثقب بالماء الساخن. الهدف كان الوصول إلى البحيرة لأخذ عينات من المياه والرواسب لتحليلها بحثًا عن كائنات دقيقة.
رغم الاستعدادات الطويلة (16 سنة)، أُعلن في 25 ديسمبر 2012 عن توقف المشروع، بعد فشل ربط بئرين على عمق 300 متر لتكوين تجويف ماء يعيد تدوير ماء الحفر. وقد أدى تسرب المياه إلى الجليد وفقدان الوقود إلى إنهاء المهمة.

## الآفاق المستقبلية
أشار البروفيسور سيغرت إلى أن الفشل لا يعني نهاية المشروع، بل هو بداية لجهود جديدة لفهم هذه البيئات المعزولة التي قد تُشكل نظائر طبيعية لأماكن يُرجّح وجود الحياة فيها خارج الأرض مثل قمر أوروبا التابع لـالمشتري.

## أنظر أيضاً
- بحيرة تحت جليدية
- بحيرة فوستوك
- بحيرة ويليانز
- القارة القطبية الجنوبية